# Plectrocnemia excavata
Plectrocnemia excavata là một loài Trichoptera hóa thạch trong họ Polycentropodidae.